# Cymodusa declinator
Cymodusa declinator là một loài tò vò trong họ Ichneumonidae.